# Frederick T. Haneman
Frederick Theodore Haneman (20 settembre 1862 – 3 maggio 1950) è stato uno scrittore statunitense, redattore della Jewish Encyclopedia.
Visse e lavorò a Brooklyn, collaborando anche al The New York Medical Journal, all’American Jewish Yearbook e alla  New International Encyclopedia, in tema di tossicologia.